# The Barber of Little Rock
The Barber of Little Rock is een Amerikaanse korte documentaire uit 2023 onder regie van John Hoffman en Christine Turner.

## Verhaal
De film onderzoekt de toenemende raciale welvaartskloof in Amerika aan de hand van het verhaal van Arlo Washington, een lokale kapper wiens visionaire benadering van een rechtvaardige economie te vinden is in de People Trust, een non-profit gemeenschapsbank die hij heeft opgericht. Arlo, die de effecten van generatiearmoede en structureel racisme uit de eerste hand heeft ervaren, begrijpt zijn geboorteplaats Little Rock in de Amerikaanse staat Arkansas, en het diepgewortelde wantrouwen tegenover financiële instellingen die historisch gezien zijn gemeenschap hebben buitengesloten van financiële stabiliteit en economische mobiliteit. Als enige bank binnen een straal van zestien kilometer bevordert People Trust van Arlo economische vooruitgang voor onderbediende en onderbankte inwoners, en biedt het een economisch baken van hoop dat de toekomst van bankieren zou kunnen hervormen.

## Release en ontvangst
De film ging op 21 juli 2023 in première op het Indy Shorts International Film Festival in New York. In november 2023 werden de filmrechten gekocht door het tijdschrift The New Yorker, die de film later op hun website plaatste. In 2024 ontving hij een Oscarnominatie voor Beste korte documentaire.

## Prijzen en nominaties
De belangrijkste:
| Jaar | Prijs          | Categorie                | Genomineerde(n)          | Uitslag     |
| ---- | -------------- | ------------------------ | ------------------------ | ----------- |
| 2024 | Academy Awards | Beste korte documentaire | Beste korte documentaire | Genomineerd |